# Apaeleticus sardous
Apaeleticus sardous là một loài tò vò trong họ Ichneumonidae.